# 久保田満
久保田 満（くぼた みつる、1981年9月30日 - ）は、日本の男子陸上競技・マラソン指導者・元選手。高知県中村市（現在の四万十市）出身。高知県立高知工業高等学校、東洋大学を経て、旭化成陸上部に所属していた。

## 経歴
- 中村中学校時代は高新中学駅伝競争大会に3年連続出場した。1年次は2区（3 km）を区間8位の10分28秒、2年次は5区（5 km）を区間3位の17分7秒、3年次には1区（5 km）を区間4位の15分59秒で走破し、中村中学校の2連覇に大きく貢献した。
- 高知工業高校時代は全国高校駅伝でチームのエースとして出場した。
- 東洋大時代は2年連続箱根駅伝欠場の中、2002年1月に就任した川嶋伸次監督から3年生ながらキャプテンに指名され、チームの中心選手として活動した。大学4年時は故障もあったが、武者修行で旭化成の合宿に参加したことがきっかけで、大学卒業後そのまま旭化成に入社した。
- 2006年2月19日、延岡西日本マラソンが初マラソンだった。2時間14分19秒で5位だった。
- 2006年8月27日、北海道マラソンに出場した。レース終盤、旭化成の同僚・渡辺共則とのデッドヒートとなったが惜しくも2秒差で敗れ、2時間17分52秒の準優勝となった。
- 2007年3月4日、滋賀県大津市の皇子山陸上競技場を発着点にして行われた第62回びわ湖毎日マラソンでは、優勝したタンザニアのサムソン・ラマダニらに続いて、自己ベストの2時間12分50秒を記録し日本人最上位となる6位に入る。タイムこそ平凡だったが日本人トップだったことが評価され、大阪世界選手権代表に選出された。ただし、他の4人の代表がある程度すんなりと決まったのに対して久保田の場合には、経験面や選考会での平凡なタイムが懸念材料となり、チームメイトの佐藤智之と最後の1枠を争う格好になった。選出の決定打となったのは、選考会当日の3月初旬としては異例の温暖の条件での健闘が、酷暑が予想される本番でも生きると期待されてのものだった。
- 2007年8月25日、大阪世界選手権男子マラソンに出場するが、序盤から遅れてメダル・入賞争いに全く絡めず苦しいレースとなった。なんとか完走はしたものの制限時間内にゴールできず、長居陸上競技場（長居スタジアム）ではなく、隣りの長居第2陸上競技場にゴールした。2時間59分40秒のタイムで、完走者57人中56位に終わった。なお、同時開催のマラソンワールドカップでの日本男子代表としては金メダルを獲得した（ただし、世界陸上とは別個の大会のためメダリストとしては扱われない）。この時の走りについて、チームの監督でもある宗猛は「（中盤まで大集団内で後方待機策を取り、後半に落ちてくる選手を拾っていき、日本人トップになった）選考会（びわ湖毎日マラソン）での成功したイメージが強く残っていたようだ。しかし本人は6月頃から緊張が続き万全な状態になかった」と語っている。
- 2008年には北海道マラソンに招待選手として出場した。先頭集団の最後方から様子を窺う走りをしていたが、徐々に集団から遅れ出す。結局2時間28分12秒の33位に留まり、完全復活とはいかなかった。
- 2010年3月をもって引退した。その後、創価大学陸上競技部駅伝部のコーチに就任した。